# 裏世界ピクニック
『裏世界ピクニック』（うらせかいピクニック）は、宮澤伊織による日本の小説。イラストはshirakabaが担当している。ハヤカワ文庫JA（早川書房）より2017年2月から刊行されている。『SFが読みたい！ 2018年版』ベストSF国内篇では7位を獲得している。2021年3月時点で電子版を含めたシリーズ累計部数は50万部を突破している。
ストルガツキー兄弟の『ストーカー』（原題の邦訳『路傍のピクニック』）を意識した作品で「理解の及ばない異世界でのお宝探索」というコンセプトに、インターネット上で流布される実話怪談をモチーフに組み込んでいる。また、登場キャラクターの造形には百合が意識されている。

## あらすじ
廃屋内の扉から〈裏世界〉を発見した紙越空魚は、くねくねを目撃し命を失う危機に陥り、仁科鳥子に助け出される。後日、大学を訪ねてきた鳥子に、〈裏世界〉の探索に協力して欲しいと請われ、共に〈裏世界〉を調査することとなる。

## 登場人物
声の項はテレビアニメ版の声優。
紙越空魚（かみこし そらを）
声 - 花守ゆみり
本作の主人公の一人。埼玉県の大学に通う女子大生（作品開始時点で2年生、ファイル20で3年生となった）。ネットロアや実話怪談が好きでその知識は豊富。廃墟探索を趣味としており、その際に見つけた扉で〈裏世界〉の存在を知った。友達は少ないタイプで、裏世界で知り合った鳥子に誘われ、探検と研究そしてお金稼ぎのために裏世界に行くようになる。秋田県出身で、母親を事故で早くに亡くし、その後、祖母や父はカルト教団に傾倒、教団への加入を進める崩壊した家庭の家族から逃れるために家出や廃墟探索を繰り返していたが、祖母と父親が死亡して、現在は奨学金で大学に通うようになった。
ファイル1「くねくねハンティング」で、裏世界の住人「くねくね」と接触した影響で右目は鉱物じみた青い色になり、その目は裏世界の存在を見通す力がある。本人曰く、「私のなりで目だけオッドアイにしてたらオタクっぽすぎて痛い（ファイル5参照）」からと、普段は黒のカラーコンタクトレンズを右目に入れて青い目を隠している。
仁科鳥子（にしな とりこ）
声 - 茅野愛衣
本作の主人公の一人。行方不明になった冴月 (後述) を探し〈裏世界〉を探索する女性。東京都の大学に通う女子大生（作品開始時点で2年生）。両親はともに女性であり、鳥子からは「ママ」と「お母さん」と呼び分けられている。「ママ」はカナダ軍の特殊部隊JTF-2の軍人であり、「お母さん」は成人向け漫画家であったが、共にすでに死亡している。長い金髪で、空魚の感想では「めちゃめちゃ美女」である。ファイル1「くねくねハンティング」にて、空魚と同じく、裏世界の住人「くねくね」と接触した影響で、左手の先が青く透明になり、裏世界の存在をつかみ取る力をもった。作中での性格はいたってポジティブだが、他人との距離感をうまくつかめず孤立する性格で、冴月や空魚以外の友人はいないらしい。冴月は鳥子の家庭教師であった。銃器の扱いに馴れており、空魚に語ったところによれば「海外で訓練した」らしい。
小桜（こざくら）
声 - 日高里菜
石神井公園近郊に屋敷を構える〈裏世界〉の研究者。冴月の大学時代の友人であり、冴月の裏世界調査には危険だからと懸念を抱き、何度も忠告していた。それを無視して調査を続けていた冴月が行方不明になった事から、懸念が的中したと、冴月に怒りと苛立ちをおぼえている。空魚は初めて会った時に「小学生」との印象を感じるほど幼い姿をしているが、年齢は空魚や鳥子より年上らしく飲酒や自動車の運転をする描写もある。趣味でネット上に「夜桜」という名前のアバターを作り、動画配信を行っている。夜桜の姿は友人だった冴月の姿をもとに作っている。以前は自らの姿をベースに別名のアバターを作ったが、意に反するファンが増えたために没にした (参照・間章 夜桜おねえさんの深夜配信)。空魚と鳥子にとっては裏世界探索で手に入れた品物の得意先であり、相談役のような立場にある。空魚や鳥子が裏世界で手に入れた異物は小桜が買い取っている。異物を購入する資金は冴月と共に自らも加入していた裏世界の研究調査を行う研究機関、DS研究奨励会 (DS研) が出している。
閏間冴月（うるま さつき）
小桜の同期の〈裏世界〉を探索していた女性。作品開始時点より3か月前に行方不明になる。真っ黒い長い髪に縁の太いメガネをかけた背の高い女性（ファイル4、ファイル8参照）。DS研の客員研究員だった。裏世界の調査の手を広げるために友人だった小桜をパートナーに誘うが、小桜は裏世界を恐れ固辞したことから、代わりのパートナーとなる有望な人材をスカウトしていた。仁科鳥子はその一人であった（ファイル8参照）。
瀬戸茜理（せと あかり）
声 - 富田美憂
空魚と同じ大学の1年後輩（ファイル7の時点で1年生）。空手をやっており、高校時代に県大会優勝の猛者。空魚からは「カラテカ」とあだ名される。地元さいたま市出身だが両親が仕事の都合で引っ越したためアパートで独り暮らし。
ファイル7「猫の忍者に襲われる」で初登場。なぜか猫の忍者に襲撃されることに悩み、空魚に助けを求める。冴月は茜理の家庭教師も行っていたらしい。性格は明るく好奇心が旺盛。
市川夏妃（いちかわ なつみ）
声 - 島袋美由利
茜理の幼馴染で親友。高校卒業後は進学せず家業の自動車整備工場で働いている。
ファイル10「サンヌキさんとカラテカさん」で初登場。「サンヌキカノ」にまつわる変異に家族ぐるみで巻き込まれていたところを茜理経由で知らされた空魚と鳥子に助けられる。かつて冴月のことを警戒しており、空魚たちにも同様に訝しむ態度をとっていた。その後お礼としてAP-1の改造を請け負う。
汀曜一郎（みぎわ よういちろう）
DS研の事務局長を務める男性。
ファイル8「箱の中の小鳥」で初登場。自身は研究者ではないものの青年期にカスタネダに傾倒して中米に渡っていたことがあり、腕にはマヤ文字の入れ墨が彫られている。銃刀類や罠の扱い、拷問術に長け、個人的に民間軍事会社にも伝手があるなど謎の多い人物。
潤巳るな（うるみ るな）
怪談動画を投稿している高校生のYouTuber。
ファイル11「ささやきボイスは自己責任」で初登場。名前はハンドルネーム（心酔していた冴月の名前に由来）であり本名は不詳（空魚によると「聞いたけど忘れた」）。冴月により人を操る力のある声を授けられ、その力を用いてカルト教団を率いており、力を授けた冴月に心酔していた。ファイル11での事件後、昏睡状態に陥っていたが、ファイル16にて意識を取り戻した。
その後、DS研内の完全防音の病室に強制的に入院させられていたが、ファイル31「あり得るすべての怪談」で退院し、辻の家に住むこととなった。
霞（かすみ）
ファイル19「八尺様リバイバル」で訪れた裏世界の深部で発見された身元不詳の女の子。表世界と中間領域を自在に行き来する能力を持つ。
本名は不明のため、ファイル20「Tは寺生まれのT」で空魚が上述の能力を元に霞と名付けた。
発見以来DS研で預かられていたが、ファイル21「怪異に関する中間発表」で小桜が自宅に引き取ることを宣言し、以来、小桜宅で預かられている。
紅森紗名（べにもり さな）
空魚のゼミの同級生。
ファイル20「Tは寺生まれのT」で初登場。他人の恋愛話を聞くことを好み、ファイル24「ムジナ・アタックス」では空魚から鳥子との関係に関する相談を受け、アドバイスを行う。
ファイル32「アンダーグラウンド・ピープル」で下の名前が明らかになった。
辻（つじ）
DS研で裏世界の異物（UBアーティファクト）の保管庫の管理を担当している女性研究者。
ファイル24「ムジナ・アタックス」で初登場。呪物のコレクターを行っていたところ汀により誘われ、DS研で異物の管理及び研究を行うことになった。
実践魔術を行う魔術師を名乗っており、空魚に邪視で勝負を行った。
小桜とも知り合いだが、小桜からは嫌われている。

## 用語
DS研究奨励会
一般社団法人DS研究奨励会 (略称：DS研)。DSはダークサイエンスの略。もともとはオカルトを「科学における未知の領域」として研究するために設立された団体で、裏世界の発見後は探索が主目的となるが、ウルトラブルー・ランドスケープ (UBL) という呼称から推察されるように、いきなり裏世界の最奥部に侵入したことで次々と犠牲者が出たため、探索はほぼ打ち切られている。現在の主な活動は探索で犠牲となった人たちの治療であり、犠牲となった人たちの中には母体となった企業の重役や支援者の官僚、代議士あるいはそれらの関係者、家族もいて、そうした筋から活動資金が出ている。
本体の法人格もあるものの、資金調達と医療施設運営のため設立した保険組合の運用が中心であり、溜池山王駅近辺に健康診断センターを偽装して設置された施設が「DS研」として扱われることが多い。
第四種接触者
裏世界との接触により肉体的な影響を受けた者を示す言葉。ジョーゼフ・アレン・ハイネック博士によるUFOとの接近遭遇事例の分類を小桜が援用したもの。
マカロフ
空魚と鳥子が使う拳銃。マカロフを参照。鳥子が裏世界で拾ったものを譲り受けた。
AK-101
鳥子の使う自動小銃。AK-100を参照。ファイル2「八尺様サバイバル」に登場した肋戸 (あばらと) が残したものを鳥子が拾った。
M4 CQB-R
空魚の使う自動小銃。M4カービンを参照。ファイル5「きさらぎ駅米軍救出作戦」で米軍から借用。そのまま返さず使っている。
AP-1
空魚と鳥子が裏世界での移動に用いる農業機械。鹿児島県のメーカー文明農機株式会社が製作している実在の車両。正式名称は「たばこ管理作業車AP-1」。
ファイル6「果ての浜辺のリゾートナイト」の後に空魚が石垣島のたばこ畑で見かけて酒の勢いもあって衝動買いしたもの。後に夏妃の手によって改造され、エンジンや履帯を取り換えたことで速度が元の時速3kmから10 - 15kmに上がりオフロード性も向上した（ファイル15参照）。

## 既刊一覧

### 小説
- 宮澤伊織（著）・shirakaba（イラスト） 『裏世界ピクニック』 早川書房〈ハヤカワ文庫JA〉、既刊10巻（2025年3月25日現在）
  1. 「ふたりの怪異探検ファイル」2017年2月23日発売[11]、ISBN 978-4-15-031264-0
  2. 「果ての浜辺のリゾートナイト」2017年10月19日発売[12]、ISBN 978-4-15-031301-2
  3. 「ヤマノケハイ」2018年11月20日発売[13]、ISBN 978-4-15-031351-7
  4. 「裏世界夜行」2019年12月19日発売[14]、ISBN 978-4-15-031408-8
  5. 「八尺様リバイバル」2020年12月17日発売[15]、ISBN 978-4-15-031448-4
  6. 「Tは寺生まれのT」2021年3月17日発売[16]、ISBN 978-4-15-031476-7
  7. 「月の葬送」2021年12月16日発売[17]、ISBN 978-4-15-031509-2
  8. 「共犯者の終り」2023年1月24日発売[18]、ISBN 978-4-15-031542-9
  9. 「第四種たちの夏休み」2024年5月22日発売[19] 、ISBN 978-4-15-031573-3
  10. 「あり得るすべての怪談」2025年3月19日発売[20] 、ISBN 978-4-15-031590-0
- 宮澤伊織（著）・ライデンフィルム×FelixFilm（イラスト）、早川書房〈ハヤカワ・ジュニア・ブックス〉
  - 『裏世界ピクニック ジュニア版』2020年12月17日発売[21]、ISBN 978-4-15-209990-7

### 漫画
水野英多の作画で、『月刊少年ガンガン』にて2018年3月号から連載。
- 宮澤伊織（原作）・水野英多（作画） 『裏世界ピクニック』 スクウェア・エニックス〈ガンガンコミックス〉、既刊14巻（2025年3月12日現在）
  1. 2018年8月22日発売[23]、ISBN 978-4-7575-5805-2
  2. 2019年1月9日発売[24]、ISBN 978-4-7575-5973-8
  3. 2019年8月9日発売[25]、ISBN 978-4-7575-6235-6
  4. 2020年3月12日発売[26]、ISBN 978-4-7575-6548-7
  5. 2020年12月11日発売[27]、ISBN 978-4-7575-7000-9
  6. 2021年3月12日発売[28]、ISBN 978-4-7575-7150-1
  7. 2021年10月12日発売[29]、ISBN 978-4-7575-7525-7
  8. 2022年3月11日発売[30]、ISBN 978-4-7575-7807-4
  9. 2022年9月12日発売[31]、ISBN 978-4-7575-8133-3
  10. 2023年3月10日発売[32]、ISBN 978-4-7575-8465-5
  11. 2023年9月12日発売[33]、ISBN 978-4-7575-8785-4
  12. 2024年3月12日発売[34]、ISBN 978-4-7575-9095-3
  13. 2024年10月10日発売[35]、ISBN 978-4-7575-9467-8
  14. 2025年3月12日発売[36]、ISBN 978-4-7575-9731-0

## テレビアニメ
2021年1月4日から3月22日までAT-Xほかにて放送された。

### スタッフ
- 原作 - 宮澤伊織[7]
- キャラクター原案 - shirakaba[37]
- 監督・シリーズ構成・音響監督 - 佐藤卓哉[7]
- キャラクターデザイン - 西畑あゆみ[37]
- クリーチャーデザイン - 江間一隆[37]
- プロップデザイン - 新谷真昼[39]、木村友美[39]、松本弘[39]
- エフェクト作画監督・クリーチャー作画監督 - 吉田徹[37]
- アクション作画監督 - 小田裕康
- 美術監督 - 松本浩樹[37]
- 色彩設計 - 岩井田洋[37]
- 3Dディレクター - 白石優也[37]
- 撮影監督 - 口羽毅[37]
- 編集 - 後藤正浩[37]
- 音楽 - 渡辺剛[37]
- 音楽プロデューサー - 小倉充俊[39]、佐藤卓哉[39]
- 音楽制作 - グッドスマイルフィルム[39]
- チーフプロデューサー - 深尾聡志[39]
- プロデューサー - 石川義洋[39]、小倉充俊[39]、渡瀬昌太[39]、溝口力丸[39]、菊地洋平[39]、大和田智之[39]、相田剛[39]、阿部隆二[39]、木村康貴[39]、林信仁[39]
- アニメーションプロデューサー - 里見哲朗[39]、中智仁[39]、菊地悠太[39]
- アニメーション制作 - ライデンフィルム×FelixFilm[7]
- 製作 - DS研（博報堂DYミュージック&ピクチャーズ、グッドスマイルフィルム、エー・ティー・エックス、早川書房、ソニー・ピクチャーズ エンタテインメント、BS11、フロンティアワークス、スクウェア・エニックス、アミューズメントメディア総合学院）

### 主題歌
「醜い生き物」
CHiCO with HoneyWorksによるオープニングテーマ。作詞・作曲・編曲はHoneyWorks。
「You & Me」
佐藤ミキによるエンディングテーマ。作詞は佐藤ミキと坂詰美紗子、作曲・編曲はmaeshima soshi。
「街を抜けて」
rionosによる第12話挿入歌。作詞はrionos、作曲・編曲は渡辺剛。

### 各話リスト
| 話数   | サブタイトル                 | 脚本              | 絵コンテ                   | 演出     | 作画監督                                                            | 銃器作画監督  | 総作画監督            | 初放送日      |
| ------ | ---------------------------- | ----------------- | -------------------------- | -------- | ------------------------------------------------------------------- | ------------- | --------------------- | ------------- |
| 第1話  | くねくねハンティング         | 佐藤卓哉          | 佐藤卓哉                   | 牧野友映 | 西畑あゆみ 坂本千代子 佐藤哲也                                      | 松本弘        | 西畑あゆみ            | 2021年 1月4日 |
| 第2話  | 八尺様サバイバル             | 佐藤卓哉          | 有冨興二                   | 有冨興二 | Kim.J.W JO.W.H Min Hyeonsuk An Hyojeong Park Younghi                | 松本弘        | 三島千枝 坂本千代子   | 1月11日       |
| 第3話  | 巨頭の村                     | 宮澤伊織          | 佐藤卓哉 祝浩司            | 高村雄太 | 寺尾憲治 山本里織 市橋雄一 佐藤人美 沼田広                          | -             | 福地友機 坂本千代子   | 1月18日       |
| 第4話  | 時間、空間、おっさん         | 冨田頼子          | 祝浩司 牧野友映            | 白石道太 | 市橋雄一 大竹晃裕 蓮生霞                                            | 大竹晃裕      | 西畑あゆみ            | 1月25日       |
| 第5話  | ステーション・フェブラリー   | 根元歳三          | 島津裕行                   | 矢野孝典 | 坂本千代子 佐藤哲也 大竹晃裕                                        | 沼田広        | 福地友機              | 2月1日        |
| 第6話  | ミート・トレイン             | 根元歳三          | 髙田昌豊                   | 冨田剛司 | イム・スギョン ジョ・ウンギョン シン・ヒョン                        | 松本弘        | 坂本千代子 西畑あゆみ | 2月8日        |
| 第7話  | 果ての浜辺のリゾートナイト   | 井出安軌          | 吉田徹                     | 川奈可奈 | 門智昭 田之上慎 橋本穂高 谢鑫 陈亮 唐远界                           | 沼田広        | 西畑あゆみ            | 2月15日       |
| 第8話  | 猫の忍者に襲われる           | 伊神貴世          | 牧野友映                   | 牧野友映 | 大竹晃裕 蓮生霞 佐藤人美 橋本穂高 濱田翔 Revival                    | -             | 福地友樹 坂本千代子   | 2月22日       |
| 第9話  | サンヌキさんとカラテカさん   | 伊神貴世          | 祝浩司 牧野友映            | 白石道太 | 山本里緒 蓮生霞 市橋雄一 橋本穂高 西川真人 村田憲泰 奈良岡光        | -             | 三島千枝              | 3月1日        |
| 第10話 | エレベーターで焼肉に行く方法 | 宮澤伊織          | 金森陽子                   | 有冨興二 | Son kil young Oh yang hyun Kim dae jung Park mi hyun                | 松本弘        | 西畑あゆみ 坂本千代子 | 3月8日        |
| 第11話 | きさらぎ駅米軍救出作戦       | 根元歳三          | 島津裕行                   | 高村雄太 | あべなな 大竹晃裕 片出健太 橋本穂高 濱田翔 氷室陽 福地和浩 山本里織 | 沼田広        | 坂本千代子 三島千枝   | 3月15日       |
| 第12話 | 空魚と鳥子                   | 冨田頼子 佐藤卓哉 | 島津裕行 牧野友映 佐藤卓哉 | 牧野友映 | 大竹晃裕 滝川和男 齊藤格 沼田広 佐藤人美 橋本穂高 市橋雄一          | 松本弘 沼田広 | 西畑あゆみ 福地友樹   | 3月22日       |

### 放送局
| 放送期間               | 放送時間                     | 放送局     | 対象地域 | 備考                                 |
| ---------------------- | ---------------------------- | ---------- | -------- | ------------------------------------ |
| 2021年1月4日 - 3月22日 | 月曜 23:30 - 火曜 0:00       | AT-X       | 日本全域 | 製作参加 / CS放送 / リピート放送あり |
| 2021年1月5日 - 3月23日 | 火曜 0:30 - 1:00（月曜深夜） | TOKYO MX   | 東京都   |                                      |
|                        |                              | サンテレビ | 兵庫県   |                                      |
|                        |                              | BS11       | 日本全域 | 製作参加 / BS放送 / 『ANIME+』枠     |

| 配信開始日   | 配信時間                   | 配信サイト |
| ------------ | -------------------------- | --- |
| 2021年1月5日 | 火曜 0:30（月曜深夜） 更新 | niconico dアニメストア |
| 2021年1月8日 | 金曜 12:00以降 更新        | Amazon Prime Video U-NEXT アニメ放題 FOD Hulu dTV ひかりTV バンダイチャンネル GYAO! ABEMA Rakuten TV ビデオマーケット あにてれ Google Play HAPPY!動画 ムービーフルPlus DMM.com GYAO!ストア music.jp COCORO VIDEO |
|              | 金曜 19:00 更新            | TSUTAYA TV |
| 2021年1月9日 | 土曜 0:00（金曜深夜） 更新 | TELASA J:COMオンデマンド スマートパスプレミアム milplus マンガUP! |

### BD
| 巻 | 発売日        | 収録話         | 規格品番  |
| -- | ------------- | -------------- | --------- |
| 上 | 2021年5月26日 | 第1話 - 第6話  | BPBQ-1265 |
| 下 | 2021年7月28日 | 第7話 - 第12話 | BPBQ-1266 |

### Web番組
『裏世界トクベツ活動報告』と題して2020年12月13日からアニメ公式サイトより配信中。出演は花守ゆみり（紙越空魚役）と茅野愛衣（仁科鳥子役）。